# Dennenslijmkop
De dennenslijmkop (Hygrophorus hypothejus) is een paddenstoel uit de familie Hygrophoraceae die onder andere in Nederland en België voorkomt. De soort is achteruitgegaan in aantal en staat op de Nederlandse Rode lijst van paddenstoelen met de status bedreigd. De dennenslijmkop fructificeert laat in het najaar, vaak pas na nachtvorst. De paddenstoel is te vinden in de buurt van dennen. Door deze beide eigenschappen is de dennenslijmkop vrijwel niet te verwarren met andere paddenstoelen.

## Kenmerken
Hoed
De hoed heeft een diameter van 1 tot 5 cm. De kleur is licht of donker olijfbruin en vertoont vaak gelige boventonen. Oudere vruchtlichamen zijn vaak overwegend geelachtig, omdat ze door weersinvloeden hun bovenste, bruinachtige laag verliezen. Jonge exemplaren hebben een karakteristieke bult.
Lamellen
De lamellen lopen langs de steel naar beneden en zijn aanvankelijk wit, maar worden daarna gelig. Ze staan los van elkaar en zijn buikig. 
Steel
De steel loopt vaak taps toe naar de basis. Het is gelig, soms oranjerood van kleur en heeft een slijmlaag van verschillende dikte. In het bovenste gedeelte van jonge exemplaren is een slijmerige ringzone aangegeven, maar erboven zit geen slijm.
Geur en smaak
Het vruchtvlees is zacht en gelig. Het kan licht fruitig of zoet ruiken en mild smaken.
Sporen
Het sporenpoeder is wit en kan niet gekleurd worden met een jodiumoplossing. De sporen zijn 7–9 × 4–5 µm groot.